# 벌교서초등학교
벌교서초등학교는 대한민국 전라남도 보성군 벌교읍 녹색로 5071(칠동리)에 있었던 초등학교이다.

## 연혁
- 1935년 6월 1일 벌교공립보통학교 칠동간이학교 개교
- 1938년 4월 1일 벌교남공립심상소학교 칠동간이학교
- 1944년 4월 1일 벌교남국민학교 칠동분교장 승격
- 1947년 2월 8일 칠동공립국민학교로 승격
- 1964년 6월 1일 벌교서국민학교로 개칭
- 1981년 3월 5일 병설유치원 개원
- 1996년 3월 1일 벌교서초등학교로 개칭
- 1999년 9월 1일 폐교(벌교중앙초등학교로 통합)